# David Lindley
David Perry Lindley (San Marino, 21 marzo 1944 – 3 marzo 2023) è stato un cantante e polistrumentista statunitense.
È conosciuto soprattutto per aver collaborato con Jackson Browne, Warren Zevon e altri artisti rock. Negli anni '60 ha fatto parte del gruppo Kaleidoscope. 
Ha collaborato anche con Linda Ronstadt, Curtis Mayfield, James Taylor, David Crosby, Graham Nash, Terry Reid, Bob Dylan, Rod Stewart, Joe Walsh, Leonard Cohen, Ry Cooder, Ben Harper e molti altri.
Nella sua lunga carriera ha suonato molti generi musicali, lavorando con artisti di varia provenienza come Curtis Mayfield e Dolly Parton. Ha utilizzato una tale quantità di strumenti che la rivista americana Acoustic Guitar si riferisce a lui non come "poli-strumentista" ma chiamandolo "maxi-strumentista" in un articolo del 2015 dedicato alla sua carriera.
La maggior parte degli strumenti suonati da Lindley sono strumenti a corda. Tra gli altri (ma la lista non è esaustiva) suona la chitarra acustica ed chitarra elettrica, il basso e il contrabbasso, il banjo, la lap steel guitar, il mandolino, l'hardingfele, il bouzouki, la cetera, la bağlama, il gumbus, il charango, il cümbüş, l'oud, la chitarra weissenborn, e lo zither.
Lindley ha iniziato la sua carriera come membro della eclettica e pionieristica band degli anni '60 dei Kaleidoscope e in seguito ha formato il suo gruppo El Rayo-X. Ha messo a disposizione le sue capacità di musicista a numerosi altri artisti, sia in studio che in tour. Ha realizzato inoltre diverse colonne sonore di film per il cinema.

## Carriera
Sin da adolescente Lindley suonava il banjo e il violino. Verso i 18 anni gli sono stati assegnati numerosi riconoscimenti e ha vinto per 5 anni di seguito il "Topanga Banjo Fiddle Contest"
Dal 1966 al 1970 Lindley fa parte del gruppo Rock psichedelico Kaleidoscope. Tra i suoi lavori in studio come session man o in tour come leader della sua band o come strumentista, Lindley ha sempre studiato l'uso di nuovi strumenti musicali. È stato leader della band El Rayo-X dal 1981 al 1983, con cui ha prodotto 3 album.

## Lavori con altri artisti

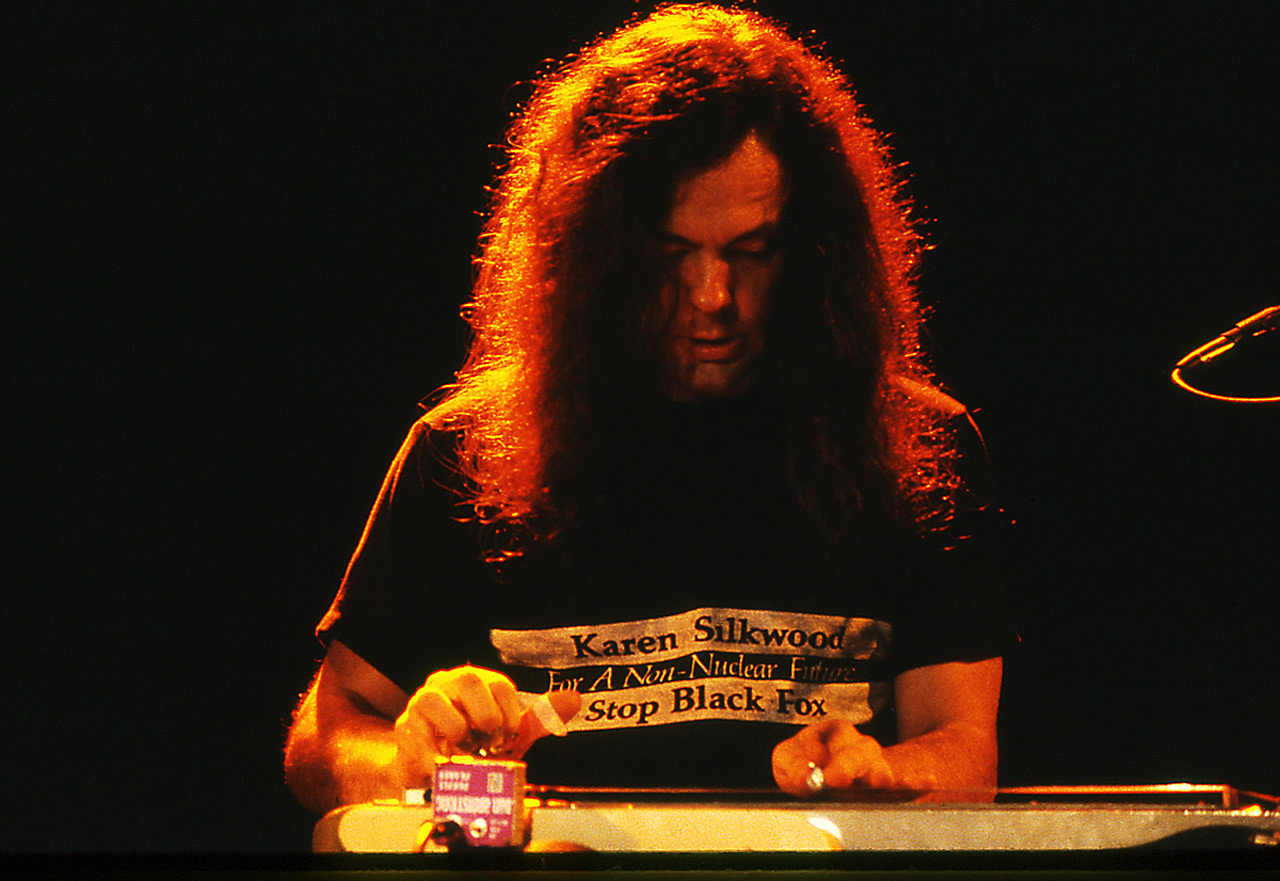
Lindley with Ry Cooder, Brisbane, 1980

Lindley è noto per il suo lavoro come turnista. Ha contribuito alle registrazioni dei live di Jackson Browne, Warren Zevon, Linda Ronstadt, Curtis Mayfield, James Taylor, David Crosby, Graham Nash, Terry Reid, Dolly Parton, Bob Dylan, Rod Stewart e Joe Walsh. Ha anche collaborato e suonato spesso con Ry Cooder e Henry Kaiser.
Ben Harper ha dichiarato che lo stile caratteristico di Lindley nel suonare la slide guitar è quello che lo ha maggiormente influenzato, e nel 2006 Lindley ha partecipato all'album Both Sides of the Gun dello stesso Harper.
È conosciuto nella comunità dei chitarristi per l'uso di strumenti "economici" venduti in grandi catene commerciali e destinati a dilettanti, che lui utilizza per realizzare il suo suono unico, soprattutto con la slide.
All'inizio degli anni '90 ha registrato ed è stato in tour con Hani Naser, aggiungendo delle percussioni alle sue esibizioni solistiche e al repertorio strumentale che ha usato per quelle session.
In anni più recenti Lindley ha suonato e registrato anche con il percussionista reggae Wally Ingram. 
La voce di Lindley ha caratterizzato anche la versione di Stay realizzata da Jackson Browne, finale del brano The Load Out, dove il ritornello è cantato da voci di tono sempre più alto prima da Browne, poi da Rosemary Butler e quindi da Lindley in falsetto.
Lindley si unì a Jackson Browne per un tour spagnolo nel 2006. "Love Is Strange: En Vivo Con Tino," è il doppio CD che riporta le registrazioni di quel tour, pubblicato nel 2010. 
Il duo vinse anche un premio come Migliore Album Live

## Strumenti

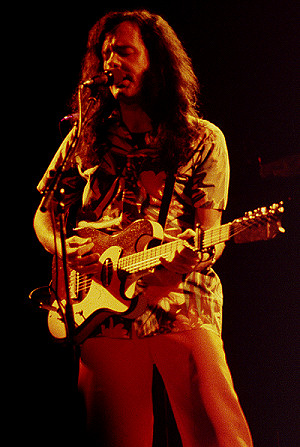
Lindley a Oslo, 1981

Lindley aveva una vasta collezione di strumenti rari e insoliti. Possedeva naturalmente una vasta collezione di chitarre, così come strumenti provenienti dal medio oriente e da altre parti del mondo. 
L'elenco degli strumenti è disponibile sul sito di Lindley ma ammetteva di non avere assolutamente idea di quanti strumenti possedesse e suonasse, avendoli raccolti sino dal 1960.

## Discografia

### Con Kaleidoscope
- 1967 : Side Trips  (Epic Records)
- 1967 : A Beacon from Mars (Epic Records)
- 1969 : Incredible! Kaleidoscope (Epic Records)
- 1970 : Bernice (Epic Records)
- 1976 : When Scopes Collide (Lindley appare col nome "De Paris Letante")
- 1991 : Egyptian Candy Compilation

### Come solista
- 1985 : Mr. Dave
- 1992 : Song of Sacajawea  (Rabbit Ears)
- 2008 : Big Twang

### David Lindley & El Rayo-X
- 1981 : El Rayo-X (Asylum)
- 1982 : Win This Record! (Asylum Records)
- 1988 : Very Greasy (Elektra)
- 1990 : El Rayo-X Live

### David Lindley & Wally Ingram
- 2000 : Twango Bango Deluxe
- 2001 : Twango Bango II
- 2003 : Twango Bango III
- 2004 : Live in Europe

### David Lindley & Henry Kaiser
- 1991 : A World Out of Time vol.1 (Shanachie Records) con Henry Kaiser in Madagascar
- 1992 : A World Out of Time vol.2
- 1994 : The Sweet Sunny North (Shanachie Records) con Henry Kaiser in Norvegia
- 1996 : A World Out of Time vol.3

### David Lindley & Hani Naser
- 1994 : Wheels of the Sun by Kazu Matsui (Hermans records) con Hani Naser
- 1994 : Live in Tokyo/Playing Real Good
- 1995 : Live in Tokyo/Playing Even Better

### Con Ry Cooder
- 1978 : Jazz con Ry Cooder
- 1979 : Bop Till You Drop (Warner Bros.)
- 1995 : Cooder-Lindley Family Live at the Vienna Opera House

### Con Jackson Browne
- 1973 : For Everyman (Asylum) con Jackson Browne
- 1974 : Late for the Sky (Asylum)
- 1976 : The Pretender (Asylum Records)
- 1977 : Running on Empty (Asylum)
- 1980 : Hold Out (Asylum)
- 1989 : World In Motion
- 1993 : I'm Alive
- 1996 : Looking East
- 1997 : Best Of JB - Next Voice You Hear
- 2010 : Love Is Strange: En Vivo Con Tino (Inside Recordings)

### Con Warren Zevon
- 1976 : Warren Zevon con Warren Zevon
- 1980 : Bad Luck Streak In Dancing School
- 1986 : Best Of- Quiet Normal Life
- 1987 : Sentimental Hygiene (Virgin)
- 1989 : Transverse City (Virgin)
- 1995 : Mutineer (Giant)
- 1996 : I'll Sleep When I'm Dead
- 2003 : The Wind (Artemis Records)

### Con Crosby, Stills and Nash
- 1971 : Songs for Beginners (Atlantic) con Graham Nash
- 1973 : Wild Tales (Atlantic) con Graham Nash
- 1975 : Wind on the Water (ABC) con Crosby & Nash
- 1976 : Whistling Down The Wire con Crosby & Nash
- 1977 : Crosby Nash Live  con Crosby & Nash
- 1979 : The Best Of Crosby & Nash con Crosby & Nash
- 1980 : Earth & Sky (Capitol Records) con Graham Nash
- 1986 : Innocent Eyes con Graham Nash
- 1989 : Oh Yes I Can con David Crosby
- 1998 : Carry On con Crosby, Stills e Nash

### Con Rod Stewart
- 1975 : Atlantic Crossing (Warner Bros. Records) con Rod Stewart
- 1976 : A Night on the Town (Warner Bros.)
- 1988 : Out Of Order
- 1995 : Spanner In The Works

### Collaborazioni con altri artisti
- 1966 : The Rodents - And Your Bird Can Sing / Come And Live With Me
- 1968 : Songs of Leonard Cohen (Columbia) con Leonard Cohen
- 1969 : Elephant Mountain (RCA Records) con The Youngbloods
- 1971 : Claire Hamill - One House Left Standing
- 1972 : America - America
- 1972 : Maxfield Parrish - I'ts A Cinch To Give Legs
- 1972 : River (Atlantic) with Terry Reid
- 1973 : David Blue - Nice Baby And The Angel
- 1974 : Heart Like a Wheel (Capitol Records) con Linda Ronstadt
- 1974 : Patti Dahlstrom - Your Place Or Mine
- 1974 : Maria Muldaur - Waitress Inadonut Shop
- 1974 : Maria Muldaur - Maria Muldaur
- 1974 : John Sebastian - Tarzana Kid
- 1974 : John Michael Talbot - Talbot Brothers
- 1974 : Some Days The Bear Eats You
- 1974 : Ian Matthews - Some Days You Eat The Bear
- 1975 : Tom Jans - Eyes Of An Only Child
- 1975 : Mac Davis - Bumin' Thing (1975)
- 1975 : Danny O'Keefe - So Long, Harry Truman
- 1975 : James Reyne - James Reyne
- 1975 : Prisoner in Disguise Asylum Records con Linda Ronstadt
- 1975 : Paxton Brothers - Paxton Brothers
- 1975 : Osamu Kitajima - Passages
- 1976 : Linda Ronstadt - Greatest Hits 1
- 1976 : James Taylor - In The Pocket
- 1976 : Seed of Memory" (ABC Records) con Terry Reid
- 1976 : Neil Sedaka - Steppin' Out
- 1976 : Bonme Koloc - Close Up
- 1976 : Dolly Parton - Say Forever You'll Be Mine
- 1976 : Herb Pedersen - Southwest
- 1977 : Here You Come Again (RCA Victor) con Dolly Parton
- 1977 : Danny O'keefe - American Roulette
- 1977 : Jay Boy Adams" (Atlantic Records) con Jay Boy Adams
- 1977 : Simple Dreams (Asylum) con Linda Ronstadt
- 1977 : Herb Pedersen - Sandman
- 1977 : Lonnie Mack - Lonnie Mack With Pismo
- 1978 : Eddie Money - Life For The Talking
- 1978 : Fork in the Road' (Atlantic Records) con Jay Boy Adams
- 1978 : Leo Sayer - Leo Sayer
- 1978 : David Gates - Goodbye Girl
- 1978 : Jesse Colin Young - American Dreams
- 1979 : Priscilla Coolidge - Jones Flying
- 1979 : Restless Nights (Columbia Records) con Karla Bonoff
- 1979 : David James Holster - Chinese Honeymoon
- 1979 : Little Feat - Down On The Farm
- 1979 : Steve Gillette - A Little Warmth
- 1979 : Tim Moore - High Contrast
- 1979 : Various Artists - Bread & Roses Festival
- 1979 : Duane Eddy - Duane Eddy
- 1980 : Safe Energy Artists - No Nukes
- 1980 : David Gates - Falling In Love Again
- 1981 : There Goes the Neighborhood (Asylum) con Joe Walsh

Savage - Loose & Lethal (1983)
Glenn Shorrock - Villain Of The Peace (1983)
Chequered Past - Chequered Past (1984)
Jane Wiedlin - Jane Wiedlin (1985)
Belinda Carlisle - Belinda (1986)
John Eddie - John Eddie (1986)
Jimmy Bames - Freight Train Heart (1987)
- 1987 : Trio (Warner Bros. Records) con Emmylou Harris, Linda Ronstadt and Dolly Parton

Jennifer Wames - Famous Blue Raincoat (1987)
Bangles - Everything (1988)
Church -starfish (1988)
Lonnie Mack - Road Houses & Dance Halls (1988)
Tanita Tikaram - Ancient Heart (1988)
Pat McLaughlin - Pat Mclaughlin (1988)
Brothers Figaro - Gypsy Beat (1988)
Patti Austin - The Real Me (1988)
New Frontier - New Frontier (1988)
Various Artists - The Bridge: Tribute To Neil Young (1989)
Cry Before Dawn - Witness For The World (1989)
- 1989 : Good Evening (Warner Bros.) con Marshall Crenshaw

Peter Case - Man With The Blue Posts Modem Fragmented Guitar (1989)
Andreas Vollenweider - Dancing With The Lion (1989)
Carlene Carter - I Fell In Love (1990)
Sara Hickman - Shortstop (1990)
Bob Dylan - Under The Red Sky (1990)
Iggy Pop - Brick By Brick (1990)
David Bromberg - Sideman Serenade (1990)
Taj Mahal - Like Never Before (1991)
Aaron Neville - Warm Your Heart (1991)
Troy Newman - Gypsy Moon (1991)
Kenny Loggins - Leap Of Faith (1991)
John Prine - Missing Years (1991)
Deadicated - Deadicated (1991)
Various Artists - For Our Children (1991)
Belinda Carlisle - Her Greatest Hits (1992)
Howard Jones - In The Running (1992)
Maggie's Farm - Glory Road (1992)
- 1992 : Fat City (Columbia Records) con Shawn Colvin

Cedella Marley Booker - Smilm' Island Of Song (1992)
Pahinui Brothers - Pahinui Brothers (1992)
Carlene Carter - Little Love Letters (1993)
Ian Matthews - Soul Of Many Places (1993)
Tom Kell - Angeltown (1993)
Holly Cole - Don't Smoke In Bed (1993)
June Tabor - Against The Streams (1994)
Kazu Matsui - Wheels Of The Sun (1994)
Beat The Retreat: Songs By Richard Thompson (1994)
John Prine - John Prine Christmas (1994)
Dolly Parton - Heartsongs: Live From Home (1994)
Linda Ronstadt - Feels Like Home (1995)
Dan Fogelberg - Souvenirs/Captured Angel/Netherlands (1995)
Tanita Tikaram - Lovers In The City (1995)
Bread - Bread Retrospective (1996)
Linda Thompson - Dreams Fly Away (1996)
Emmylou Harris - Portraits (1996)
Rory Block - Tornado (1996)
Banjo Jamboree - Banjo Jamboree (1996)
Bangles - All Over The Place/Different Light (1997)
Amy Grant - Behind The Eyes (1997)
Martin Simpson - Cool & Unusual (1997)
Eddie Money - Eddie Money/Life For The Taking (1997)
Kenny Loggins - Yesterday Today Tomorrow: Greatest Hits (1997)
Chris Hillman - Like A Hurricane (1998)
Touched By An Angel - The Album (1998)
Dolly Parton/Linda Ronstadt/Emmylou Harris Trio - Trio 2 (1998)
Ben Harper - Bum To Shine (1999)
Linda Ronstadt - Linda Ronstadt Box Set (1999)
Holly Cole - Best Of Holly Cole (2000)
America - Highway - 30 Years Of America (2000)
Geoffmuldaur - Password (2000)
Marshall Crenshaw - This Is Easy - The Best Of (2000)
Emmylou Harris - Anthology: Wamer / Reprise Years (2001)
The Blind Boys Of Alabama - Spirit Of The Century (2001)
Aaron Neville - Ultimate Collection (2001)
- 2003 : Oil (Cosmo Sex School Records) con Jerry Joseph e Dzuiks Küche
- 2006 : Both Sides of the Gun (Virgin) con Ben Harper
- 2008 : Insides Out (New West Records) con Jordan Zevon
- 2010 : The Promise (Columbia Records) con Bruce Springsteen & the E Street Band
- 2012 : The Devil You Know (Fantasy Records) con Rickie Lee Jones

Eric Clapton & Friends - The Breeze, an appreciation of JJ Cale (2014)

### Colonne sonore per il cinema
- 1980 : The Long Riders
- 1985 : Alamo Bay
- 1989 : Paris, Texas
- 1990 : Trespass
- 1991 : The Indian Runner con Jack Nitzsche
- 1993 : Geronimo